# Médaille Frederic-Ives
La médaille Frederic-Ives est la plus haute récompense de la Optical Society of America et récompense des scientifiques pour leurs avancées et découvertes dans le domaine de l'optique. Elle est nommée en hommage à Frederic Ives, remise depuis 1929 (tous les deux ans jusqu'en 1951, puis de façon annuelle depuis), et est financée par la Fondation Jarus-W.-Quinn-Ives-Medal.

## Lauréats
- 1929 : Edward Leamington Nichols
- 1931 : Theodore Lyman
- 1933 : Robert Williams Wood
- 1935 : George Ellery Hale
- 1937 : Herbert E. Ives
- 1939 : August Herman Pfund
- 1941 : Selig Hecht (en)
- 1943 : Loyd A. Jones (en)
- 1945 : William Coblentz
- 1947 : William Frederick Meggers (en)
- 1949 : George R. Harrison (en)
- 1951 : Brian O'Brien (en)
- 1952 : Ira Sprague Bowen
- 1953 : Harrison M. Randall (en)
- 1954 : Irvine Clifton Gardner (en)
- 1955 : Edward Olson Hulburt
- 1956 : John D. Strong
- 1957 : Arthur C. Hardy (en)
- 1958 : Deane B. Judd
- 1959 : W. E. Knowles Middleton
- 1960 : Richard Tousey
- 1961 : Seibert Q. Duntley (en)
- 1962 : Maximilian Herzberger (en)
- 1963 : Ralph A. Sawyer (en)
- 1964 : Gerhard Herzberg
- 1965 : James Gilbert Baker (en)
- 1966 : George Wald
- 1967 : Edwin Herbert Land
- 1968 : Edward Condon
- 1969 : David Rank (en)
- 1970 : Robert E. Hopkins
- 1971 : Arthur F. Turner (en)
- 1972 : R. Clark Jones
- 1973 : Rudolf Kingslake (en)
- 1974 : David MacAdam
- 1975 : Ali Javan
- 1976 : Arthur L. Schawlow
- 1977 : Emil Wolf
- 1978 : Harold Hopkins
- 1979 : Nicolaas Bloembergen
- 1980 : Aden Meinel
- 1981 : Georg H. Hass
- 1982 : Lorrin A. Riggs
- 1983 : Boris P. Stoicheff (en)
- 1984 : Herwig Kogelnik
- 1985 : Emmett Leith
- 1986 : Amnon Yariv
- 1987 : Anthony E. Siegman (en)
- 1988 : Anthony J. DeMaria (en)
- 1989 : C. Kumar N. Patel (en)
- 1990 : Joseph W. Goodman (en)
- 1991 : John Lewis Hall
- 1992 : Robert W. Terhune
- 1993 : Leonard Mandel
- 1994 : Hermann A. Haus (en)
- 1995 : Robert M. Boynton
- 1996 : Charles H. Townes
- 1997 : Tingye Li (en)
- 1998 : Arthur Ashkin
- 1999 : Stephen E. Harris (en)
- 2000 : Alexandre Mikhaïlovitch Prokhorov
- 2001 : Nick Holonyak Jr.
- 2002 : James P. Gordon (en)
- 2003 : Herbert Walther (en)
- 2004 : David Wineland
- 2005 : Theodor Hänsch
- 2006 : Erich P. Ippen (en)
- 2007 : Daniel Kleppner
- 2008 : Peter L. Knight
- 2009 : Robert L. Byer (en)
- 2010 : Joseph H. Eberly (en)
- 2011 : Ivan Kaminow (de)
- 2012 : Marlan Scully
- 2013 : Alain Aspect
- 2014 : Paul Corkum
- 2015 : James G. Fujimoto (en)
- 2016 : Gérard Mourou
- 2017 : Margaret Murnane
- 2018 : Rod C. Alferness (en)
- 2019 : Eli Yablonovitch
- 2020 : Ursula Keller
- 2021 : Federico Capasso (en)
- 2022 : James C. Wyant (en)
- 2023 : Robert W. Boyd (en)
- 2024 : Kenichi Iga (ja)